# Les Feux de la rampe
Pour le film muet américain de Monta Bell, voir Les Feux de la rampe (film, 1925).
Pour plus de détails, voir Fiche technique et Distribution.
Les Feux de la rampe (Limelight) est un film américain de Charlie Chaplin, sorti en 1952.

## Synopsis

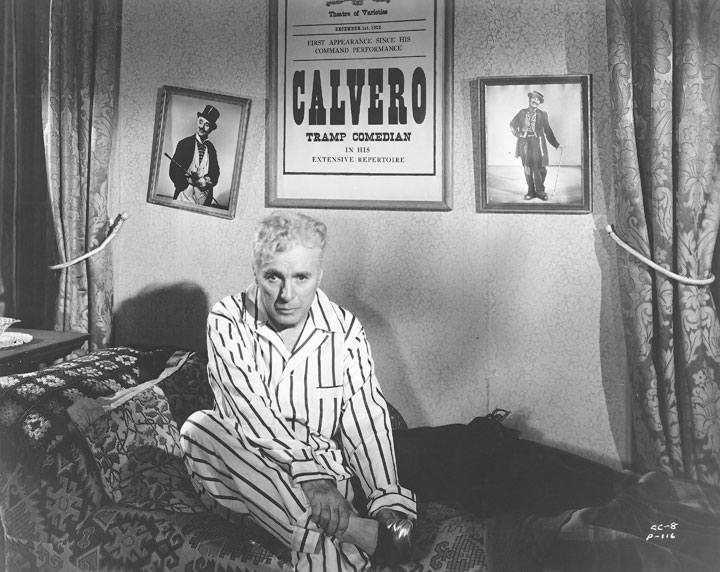
Calvero seul dans sa chambre pensant à son succès passé

Le dernier film américain de Charles Chaplin raconte l'histoire d'un clown de music-hall (Calvero) à la retraite devenu alcoolique qui sauve une jeune danseuse de ballet du suicide (Thérèse Ambrouse, dite Terry). Il l'héberge et découvre qu'elle a développé une paralysie neurasthénique des jambes. Calvero s'occupe d'elle durant sa convalescence et tente de la convaincre de la nature psychologique de sa paralysie, tout en la stimulant à marcher de nouveau et à reprendre confiance en elle. 
La carrière du vieux clown est à plat, mais après quelques semaines de cohabitation avec Terry avec qui il prétend être marié pour sauver les apparences, l'occasion se présente à lui de retourner sur scène. Son impresario lui a finalement trouvé un contrat, car plus personne ne voulait de lui. Il prend son courage à deux mains et reprend la scène, à jeun cette fois. Il découvre vite qu'il n'est plus aussi amusant et ce retour est un échec. Calvero retourne chez lui désespéré et humilié. C'est au tour de Terry de lui faire la leçon d'optimisme et de confiance en soi. Dans un accès de conviction à le haranguer, elle retrouve sa capacité à marcher. 
Terry se remet  rapidement à sa carrière de danseuse et gravit les échelons du succès. Elle en vient à faire engager son vieil ami dans une pantomime où elle tient la vedette. Son compositeur ne lui est pas inconnu : c'est Neville, un amour secret de jeunesse alors qu'il n'était qu'un compositeur sans fortune qu’elle avait secrètement aidé. Mais elle est amoureuse de Calvero et infiniment reconnaissante envers lui. Elle lui avoue alors son amour, demandant même à l'épouser. Sans refuser ouvertement, Calvero est sensible à cette marque d'affection, mais demeure bien conscient de la différence d'âge et de cette impossible idylle. Alors que Terry, au faîte de sa gloire,  participe à une fête soulignant son succès, Calvero s'esquive et la quitte. 
Terry poursuit une brillante carrière internationale. Quant à lui, Calvero retrouve le bonheur et la sérénité comme  musicien de rue avec de vieux amis de beuverie. Il a fait le deuil de sa notoriété et assume pleinement son statut de musicien-mendiant (tramp). Alors qu'il passe le chapeau, il rencontre Neville. Calvero s'empresse de prendre des nouvelles de Terry ; il se réjouit d'apprendre qu'elle a une brillante carrière et qu'elle continue de revoir Neville.
Neville a vite mis Terry au courant de sa rencontre fortuite avec Calvero qu'elle s'empresse de  retrouver. Grâce à ses contacts dans le milieu artistique, elle lui organise un gala où Calvero tiendra la vedette. Il s'inquiète de son succès et Terry ménage tous ses efforts pour lui éviter un échec. Le soir du gala, serein, Calvero joue le tout pour le tout : il boit avant le spectacle car il sait qu'il est plus drôle en état d’ébriété. 
Le numéro est un triomphe et la salle croule de rire. Il reprend ses anciens numéros solo. La foule en délire demande un rappel. Il présente un duo avec son compagnon de musique de rue, incarné par le légendaire Buster Keaton. 
À sa sortie de scène, un malaise cardiaque l'assaille. On le transporte en coulisse d'où il peut admirer Terry danser sur scène alors qu'il meurt.
Dans ce film, le personnage de Calvero n'est pas sans rappeler celui de Charlot. C'est ainsi que Chaplin fait ses adieux à son personnage fétiche.

## Fiche technique
- Réalisateur : Charles Chaplin, assisté de Robert Aldrich
- Scénario : Charles Chaplin
- Version française de Marcel Achard avec la collaboration technique de René Lucot
- Directeur artistique de la version française : Henri Allégrier
- Montage VF : Jean Aubry
- Ingénieur du son VF : M. Vareille
- Photographie : Karl Struss
- Consultant à la photographie : Roland Totheroh
- Décors : Eugène Lourié
- Musique : Charles Chaplin
- Montage : Joseph Engel
- Production : Charlie Chaplin
- Société de production : Celebrated Productions (États-Unis)
- Société de distribution : United Artists, Image Entertainment
- Langue : anglais
- Genre : mélodrame
- Durée : 137 minutes
- Format : Noir et blanc
- Début du tournage : 19 novembre 1951
- Fin du tournage : 25 janvier 1952
- Visa de censure VF n°13.304/D
- Dates de sortie :
  - Royaume-Uni : 16 octobre 1952 (première à l'Odeon Theatre à Londres)
  - États-Unis : 23 octobre 1952 (première à l'Astor et Trans Lux Theatre à New York)
  - France : 31 octobre 1952
- Affiche : Jean Mascii (France)

## Distribution

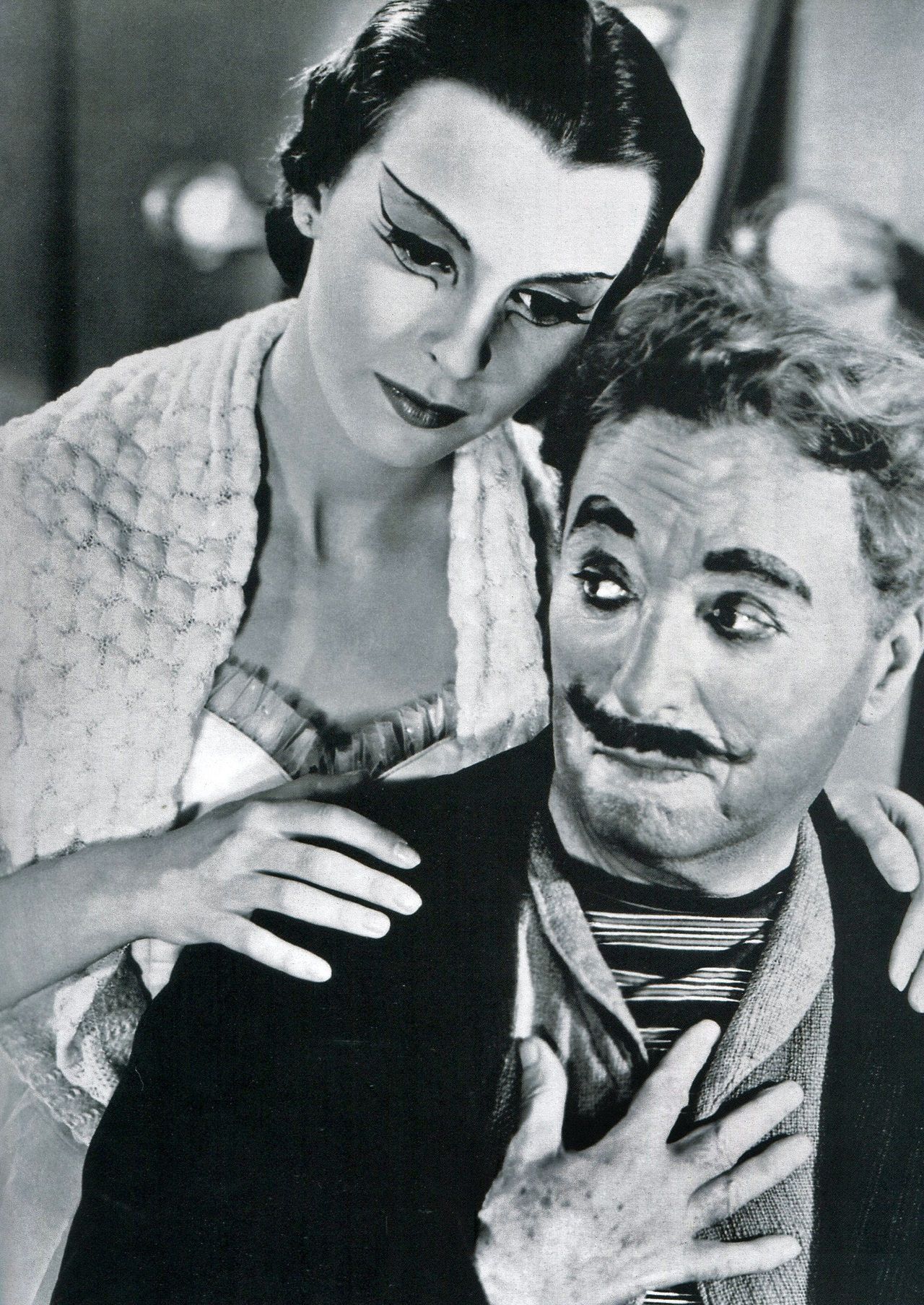
Claire Bloom et Charlie Chaplin

- Charles Chaplin (VF : Jacques Dumesnil) : Calvero
- Claire Bloom (VF : Nadine Alari) : Thérèse Ambrouse (Terry)

Le reste de la distribution par ordre alphabétique :
- Marjorie Bennett (VF : Odette Barencey) : Mme Alsop
- Barry Bernard (VF : Jacques Erwin) : John Redfern
- Nigel Bruce (VF : Jean Toulout) : M. Postant
- Charles Chaplin Jr. : le policier dans le spectacle
- Géraldine Chaplin : un enfant dans la rue
- Joséphine Chaplin : un enfant dans la rue
- Michael Chaplin : un enfant dans la rue
- Sydney Chaplin (VF : Roland Ménard) : Neville
- Billy Curtis : le nain chez l'agent artistique
- Jack Deery : l'émissaire du premier balcon
- Cyril Delevanti : le clown Griffin
- Wheeler Dryden (VF : Gérard Férat) : le médecin de Terry / un clown
- André Eglevsky : Harlequin
- Dorothy Ford (en) : l'aristocrate au premier balcon
- Mollie Glessing : la bonne
- Frank Hagney : un figurant au premier balcon
- Charlie Hall : le vendeur de journaux
- Sam Harris : la vieille baderne
- Melissa Hayden : Colombine
- Buster Keaton (VF : Marcel Rainé) : un partenaire de Calvero
- Judy Landon (en) : une figurante au premier balcon
- Norman Lloyd (VF : Claude Péran) : Bodalink
- Julian Ludwig : un musicien ambulant
- Sherry Moreland : une figurante au premier balcon
- Leonard Mudie (VF : Gérard Férat) : le médecin au théâtre
- Oona O'Neill : doublure de Claire Bloom dans certains plans
- Milicent Patrick : une figurante au premier balcon
- Snub Pollard : un musicien ambulant
- Charley Rogers : un homme au salon
- Élizabeth Root : une figurante au premier balcon
- Loyal Underwood (en) : un musicien ambulant
- Valérie Vernon : une figurante au premier balcon
- Éric Wilson : un figurant au premier balcon

## Distinction
Le film a reçu l'Oscar de la meilleure musique en 1973 alors qu'il date de 1952 . En effet, Chaplin, victime du Maccarthysme, avait décidé de s'exiler en Europe juste avant sa sortie ; ainsi, le film n'est sorti aux États-Unis que vingt ans plus tard.

## Autour du film
Pour le scénario, les décors et les costumes, Chaplin s'est inspiré des souvenirs qu'il avait de sa mère Hannah Chaplin et de l'univers des music-hall qu'il avait connu dans son enfance.
Ce film a été considéré comme son « film testament ». Sa préparation a été très longue (2 ans et demi) et son tournage a été très court (55 jours).
Le tournage du film a fait l'objet d'un reportage intitulé Chaplin at work, publié dans Life, par le photographe Eugene Smith.
Il s'agit du dernier film de Nigel Bruce (M. Postant), connu surtout pour son rôle du Dr Watson dans la série des Sherlock Holmes avec Basil Rathbone. Il meurt en 1953, après le tournage.